# سوون

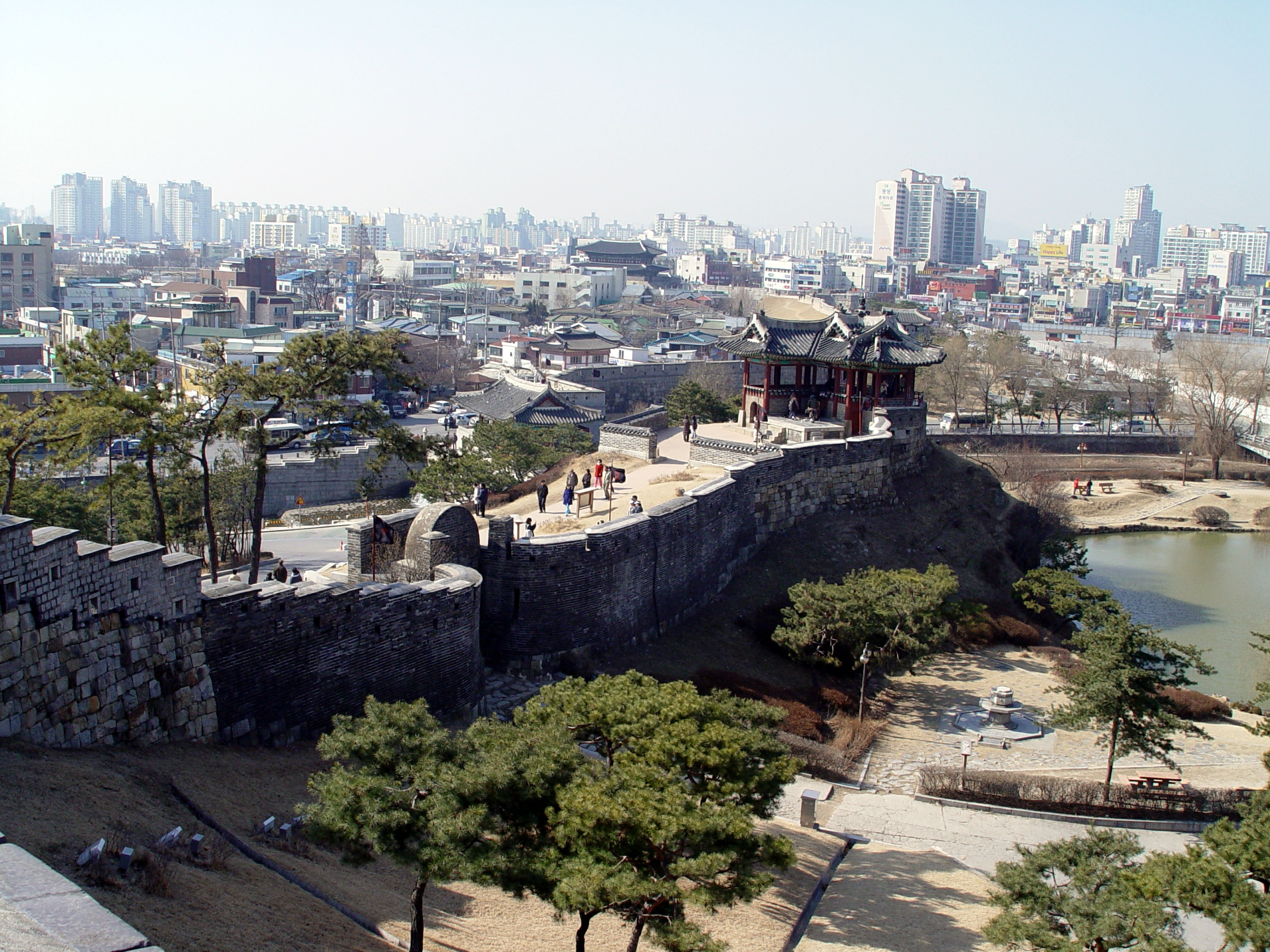

سوون عاصمة غيونغي (مقاطعة) في كوريا الجنوبية. تعتبر من المدن الرئيسية في البلد حيث يبلغ عدد سكانها 1،086،904 نسمة حسب إحصاء سنة 2008 بينما تبلغ مساحتها 121.1 كيلومتر مربع. وتبعد ب 30 كلم عن العاصمة سول وتعرف قديمابمدينة أبناء التقوى وقد وجدت سوون في أشكال مختلفة على مر التاريخ في كوريا، وتزايد من مستوطنة صغيرة في أوقات القبلية إلى المدينة الصناعية الكبرى والثقافية اليوم. سوون هو الوحيد المتبقي المدينة المسورة تماما في كوريا الجنوبية. على هذا النحو، أسوار المدينة واحدة من أكثر الوجهات السياحية شعبية في غيونغي (مقاطعة). كمركز صناعي، سوون كبير يضم مصنع سامسونج للإلكترونيات.
يتم تقديم سوون من قبل اثنين من الطرق السريعة، وشبكة السكك الحديدية الوطنية ومترو العاصمة سيول، وتسهيل نقل السياح والمسافرين والبضائع على حد سواء.
سوون مركزا رئيسيا للتربية وكونها موطن لحرم 11 الجامعات . 
هذا، جنبا إلى جنب مع وسائل النقل على نطاق واسع، وتوجه السكان من جميع أنحاء البلاد والسكان الأجانب من 1.85٪.

## التاريخ
في أوقات القبلية القديمة، كان معروفا على سوون كما Mosu جوك (الهانجول: 모수국). ومع ذلك، وخلال عصر الممالك الثلاث، كان يسمى في المنطقة التي تضم سوون الحديثة بمدينة هواسونغ Maehol بندقية (매홀군).
في 757، تحت قيادة Gyeongdeok  ملك شيلا الموحدة، تم تغيير الاسم إلى Suseong بندقية (수성 군). في 940، وخلال مملكة كوريو، تم تغيير الاسم مرة أخرى في لSuju (수주). تسمية ملك Taejong لمملكة جوسون في مدينة سوون إلى عام 1413.

### بناء هواسونغ
في وقت لاحق خلال سلالة جوسون، فشل الملك Jeongjo في نهاية المطاف إلى جعل سوون عاصمة البلاد في عام 1796. وكان جزءا من هذا المشروع بناء قلعة Hwaseong، بناء سور حول إدارة المدينة كلها تهدف جزئيا لحراسة قبر والده، الأمير سادو، الذي كان يقع هناك. [6]و كان الجدار من أول الامثلة للاعمال الكورية المدفوعة للعمل، (السخرة عمل مشترك يجري سابقا). الجدران لا تزال موجودة اليوم، على الرغم من أنها، جنبا إلى جنب مع قلعة، لحقت أضرار بالغة خلال الحرب الكورية.
شيد هواسيونغ أصلا  بتوجيه من جيونغ فيلسوف ياك يونج. في عام 1800، بعد وقت قصير من وفاة الملك Jيونعجو، ورقة بيضاء تفصل بناء القلعة نشرت. أثبتت انها لا تقدر بثمن خلال إعادة اعماره في 1970م 
تحد المدينة باكملها باساور ولكن مع النمو الحضري الحديث بدات المدينة تنتشر إلى اى عد من القلعة وقد تم اختيار الجدران حسب تصنيف اليونيسكو للتراث العالمي وغالبا ما تستخدم في مواد الترويج للمدينة.